# André Simonazzi
André Simonazzi, né le 17 novembre 1968 à Monthey et mort le 10 mai 2024, est une personnalité politique suisse, journaliste, vice-chancelier de la Confédération et porte-parole du Conseil fédéral du 1er avril 2009 à sa mort.

## Biographie
Aîné d'une famille de trois garçons, d'origine italienne par un arrière-grand-père venu en Suisse pour travailler au percement du tunnel du Simplon, André Simonazzi naît le 17 novembre 1968 à Monthey dans le canton du Valais. Son père était professeur d'économie au Collège de l'Abbaye de Saint-Maurice. 
Après avoir obtenu une maturité de type B (latin-anglais) au Collège de l'Abbaye de Saint-Maurice en 1988, il décroche en 1992 une licence en relations internationales à l'Université de Genève. Il travaille deux ans comme journaliste stagiaire pour le quotidien Le Nouvelliste. En 1995, il devient le porte-parole de Caritas Suisse, une organisation humanitaire, puis en 1998 le directeur de son département de l'information,. Il se rend à ce titre notamment au Bangladesh, en Somalie et au Rwanda. 
En 2004, il entre au Département fédéral de l'environnement, des transports, de l'énergie et de la communication comme porte-parole et suppléant du directeur de l'information, puis comme directeur de l'information à partir de 2005,.
À partir du 1er avril 2009, il est vice-chancelier de la Confédération suisse et porte-parole du Conseil fédéral,. Se déclarant d'abord uniquement de sensibilité de gauche,, il est ensuite membre du Parti socialiste,.
Il est marié à une journaliste et père de trois enfants. Il joue du violon,.
André Simonazzi meurt lors d’une randonnée en montagne le 10 mai 2024, à l’âge de 55 ans.

### Interviews
- « Le Conseil fédéral devrait-il revoir sa communication? interview d'André Simonazzi », sur rts.ch, 23 décembre 2020 (consulté le 23 décembre 2020).
- « André Simonazzi, le vice-chancelier et porte-parole valaisan du Conseil fédéral », sur canal9.ch, 29 mai 2020 (consulté le 20 février 2024).